# 2018年ロシア航空宇宙軍An-26墜落事故
2018年ロシア航空宇宙軍An-26墜落事故 (2018ねんろしあこうくううちゅうぐんAn-26ついらくじこ)とは、ロシア航空宇宙軍所属のAn-26輸送機がフメイミム空軍基地へアプローチしていた際に墜落した事故である。乗員乗客39名全員が死亡し、39名全員がロシア連邦軍の軍人だった。

## 事故機
- 使用機材：An-26
  - 機体記号：RF-92955
  - 製造番号：10107
    - 1980年に初飛行[2]。

## 事故概要
現地時間14時00分頃 (12時00分UTC)、空港の滑走路から約500メートル (1,600 ft)の地点で地面に激突し墜落。予備事故調査では、機体の機械故障が原因ではないかとされている。現地報告に基づいて、ロシア国防省は機体が撃墜された可能性を排除した。
事故後すぐに、イスラーム軍が犯行声明を発表し、Ad Diyarによると、事故機は地上から約100mの地点で重機関銃によって撃墜されたとの事だった。しかし、当グループは過去にも同じ事で犯行声明を出しており日和見主義であるため、今回の犯行声明も誤っている可能性があると示唆された。

## 事故原因
事故機は、追い風での最終進入中にウィンドシアに遭遇した。それにより高度を失い、滑走路から500m手前の地点に墜落した。